# Бурт (Ер)
Бурт (фр. Bourth) насеље је и општина у северној Француској у региону Горња Нормандија, у департману Ер која припада префектури Евре.
По подацима из 2011. године у општини је живело 1247 становника, а густина насељености је износила 66,94 становника/km². Општина се простире на површини од 18,63 km². Налази се на средњој надморској висини од 198 метара (максималној 217 m, а минималној 179 m).

## Демографија
| 1962. | 1968. | 1975. | 1982. | 1990. | 1999. | 2011. |
| ----- | ----- | ----- | ----- | ----- | ----- | ----- |
| 1.056 | 1.070 | 1.074 | 1.013 | 1.064 | 1.124 | 1.247 |

График промене броја становника у току последњих година